# Jacques Boyvin
Jacques Boyvin (* um 1649 in Paris; † 30. Juni 1706) war ein französischer Komponist und Organist des Barock.

## Leben und Wirken
Über das Elternhaus und die Jugendzeit von Jacques Boyvin sind keine Informationen überliefert; auch konnte sein genaues Geburtsdatum bisher nicht ermittelt werden. Er bekam seine musikalische Ausbildung am Pariser Blindeninstitut Hôpital des Quinze-Vingts und wirkte hier ab dem Jahr 1663 als Organist. Musikhistoriker vermuten, dass er vielleicht irgendwann Schüler von Nicolas Antoine Lebègue gewesen sein könnte. Nachdem das Domkapitel von Rouen nach dem Tod des bisherigen Organisten Germaine Yart einen Wettbewerb in Orgelspiel und Komposition für dessen Nachfolge veranstaltet hatte, wurde Boyvin im Jahr 1674 zum Organisten der dortigen Kathedrale Notre-Dame ernannt – eine Stellung, die er über 30 Jahre bis zu seinem Tod innehatte. Hier übernahm er eine ältere Orgel, an der schon ein Jahrhundert vorher Jean Titelouze gewirkt hatte.
Diese Orgel war 1601 von dem französischen Orgelbauer Crespin Carlier restauriert und 1657 – 1660 von den Orgelbauern Pierre Thierry und Pierre des Enclos repariert und erweitert worden; nun hatte sie 38 Register, darunter ein großes 16-Fuß-Register im Prospekt. Neun Jahre nach Boyvins Amtsantritt, im Jahr 1683, ist diese Orgel durch ein heftiges Gewitter zerstört worden. Daraufhin erhielt die bekannte Orgelbaufirma Robert Clicquot den Auftrag für einen Neubau, ein großes Instrument mit 42 Registern auf vier Manualen und einem Pedal mit einem für die damalige Zeit ungewöhnlichen Tonumfang von 30 Tasten. Zur gleichen Zeit bekam der Pariser Tischlermeister Joseph Pilon den Auftrag zur Vergrößerung des Orgelchors und zum Bau eines monumentalen Orgelgehäuses. All diese Arbeiten wurden von Jacques Boyvin überwacht und kamen am 20. Juni 1689 zum Abschluss.
Ebenfalls 1689 veröffentlichte der Komponist sein erstes Orgelbuch Premier Livre d’orgue, dem er ein längeres Vorwort mit folgendem Titel voranstellte: Avis au public concernant le meslange des jeuxde l’orgue, les mouvements, agréments et le toucher (Hinweise zur Registrierungskunst, zu den Verzierungen und zur Art des Anschlags). Neben seiner Tätigkeit an der Kathedrale von Rouen wirkte er von 1697 bis 1702 zusätzlich als Organist an der Kirche Saint-Herblant in der gleichen Stadt. Im Jahr 1700 brachte er sein zweites Orgelbuch Second Livre d’orgue heraus; die Einleitung trägt hier die Überschrift Traité abrégé de l’accompagnement pour l’orgue et pour le clavessin (kurzes Traktat der Begleitung für Orgel und für Cembalo).

## Bedeutung
Alle Kompositionen Boyvins sind in den genannten zwei Orgelbüchern enthalten und wurden zu dem Zweck geschrieben, die Register seines neuen Instruments vorzuführen. Sie sind nicht definitiv für den liturgischen Gebrauch bestimmt und sind mit Prélude, Plein jeu, Grand jeu, Duo, Trio, Fugue chromatique, Dialogue, Recit Basse de trompette usw. betitelt; sie sind für seine Zeit repräsentativ und entsprechen dem Stil der französischen Orgue classique. Neu hinzugekommen ist bei Boyvin der Stücketyp des Concert pour les flûtes, auch ist bei ihm der Typ Dialogue um triomäßige Einschübe erweitert. Sein zweites Orgelbuch erlebte mehrere Auflagen. Über den Gebrauch von Dissonanzen gibt es von ihm die schriftliche Äußerung: »lorsqu’elles sont bien ménagées font a beauté et l’ornement de la musique« (… über den Gebrauch von Dissonanzen, wenn sie gut angewandt werden, stellen sie die Schönheit und Zierde der Musik dar). Wie sein Kollege Gilles Jullien an der Kathedrale von Chartres verwendete Boyvin gerne die Chromatik als Kunstmittel. In der Vorrede zu seinem zweiten Orgelbuch Traité de l’accompagnement bringt er eine grundlegende Zusammenfassung der Hauptregeln für das Komponieren des bezifferten Basses; dieser Text stellt ein bedeutendes Dokument für die damalige Aufführungspraxis dar. Im Jahr 1710 brachte der Verleger Estienne Roger in Amsterdam davon eine niederländische Übersetzung heraus, und der Komponist Johann David Heinichen erwähnt das Traktat in seiner Schrift Der General-Baß in der Composition (Dresden 1728); darüber hinaus besitzt die Bibliothek Liceo musicale in Bologna eine handschriftliche italienische Übersetzung dieses Textes.

## Werke
- Kompositionen
  - Premier Livre d’orgue contenant les huit tons à l’usage ordinaire de l’église, Paris 1689
  - Second Livre d’orgue contenant les huit tons à l’usage ordinaire de l’église, zweite Auflage Paris 1700
- Schrift
  - Traité abrégé de l’accompagnement pour l’orgue et pour le clavessin, Vorwort zum Second Livre d’orgue; separat Paris 1705 und Amsterdam 1710.

## Ausgaben
- OEvres complètes d’orgue de Jacques Boyvin, hrsg. von Alexandre Guilmant und André Pirro, Paris 1905, Reprint 1972 (= Archives des maîtres de l’orgue Nr. 6)